# Kinoshitalite
La kinoshitalite è un minerale appartenente al gruppo delle miche fragili.